# Francalmont
Francalmont est une commune française située dans le département de la Haute-Saône, la région culturelle et historique de Franche-Comté et la région administrative Bourgogne-Franche-Comté.

## Géographie

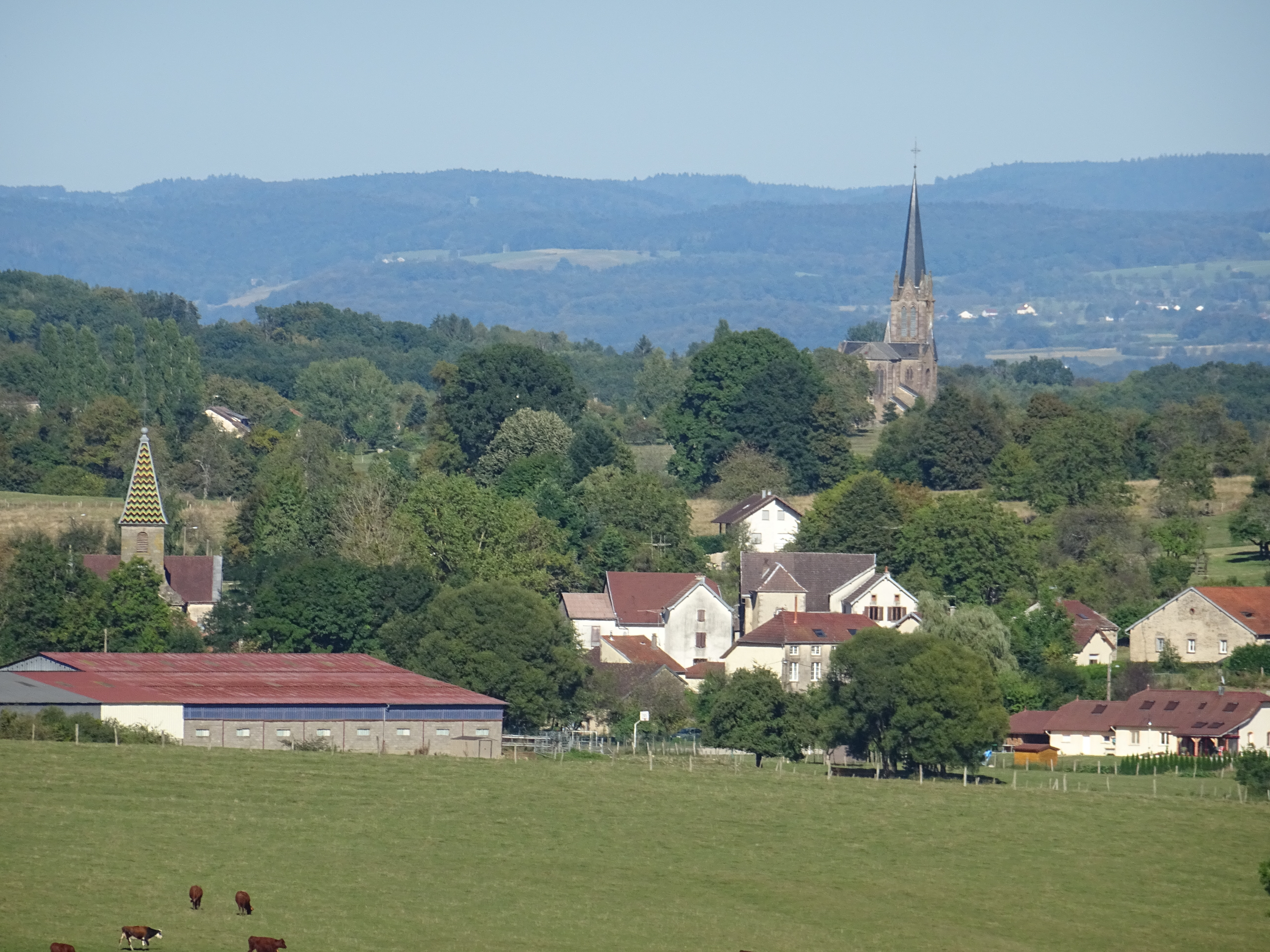
Paysage de Hautevelle et Francalmont vu depuis Briaucourt.

### Communes limitrophes
| Ainvelle   | Saint-Loup-sur-Semouse           |            |
|            | Francalmont                      | Hautevelle |
| Briaucourt | Abelcourt, Sainte-Marie-en-Chaux | Ormoiche   |

### Climat
Pour des articles plus généraux, voir Climat de la Bourgogne-Franche-Comté et Climat de la Haute-Saône.
En 2010, le climat de la commune est de type climat de montagne, selon une étude du Centre national de la recherche scientifique s'appuyant sur une série de données couvrant la période 1971-2000. En 2020, Météo-France publie une typologie des climats de la France métropolitaine dans laquelle la commune est exposée à un climat semi-continental et est dans la région climatique  Lorraine, plateau de Langres, Morvan, caractérisée par un hiver rude (1,5 °C), des vents modérés et des brouillards fréquents en automne et hiver. 
Pour la période 1971-2000, la température annuelle moyenne est de 10,1 °C, avec une amplitude thermique annuelle de 17,2 °C. Le cumul annuel moyen de précipitations est de 974 mm, avec 12,8 jours de précipitations en janvier et 9,9 jours en juillet. Pour la période 1991-2020, la température moyenne annuelle observée sur la station météorologique de Météo-France la plus proche, « Luxeuil », sur la commune de Saint-Sauveur à 10 km à vol d'oiseau, est de 10,8 °C et le cumul annuel moyen de précipitations est de 977,3 mm. 
La température maximale relevée sur cette station est de 38,9 °C, atteinte le 25 juillet 2019 ; la température minimale est de −25,9 °C, atteinte le 16 janvier 1966,,. 
Les paramètres climatiques de la commune ont été estimés pour le milieu du siècle (2041-2070) selon différents scénarios d'émission de gaz à effet de serre à partir des nouvelles projections climatiques de référence DRIAS-2020. Ils sont consultables sur un site dédié publié par Météo-France en novembre 2022.

## Urbanisme

### Typologie
Au 1er janvier 2024, Francalmont est catégorisée commune rurale à habitat dispersé, selon la nouvelle grille communale de densité à sept niveaux définie par l'Insee en 2022.
Elle est située hors unité urbaine. Par ailleurs la commune fait partie de l'aire d'attraction de Luxeuil-les-Bains, dont elle est une commune de la couronne,. Cette aire, qui regroupe 41 communes, est catégorisée dans les aires de moins de 50 000 habitants,.

### Occupation des sols
L'occupation des sols de la commune, telle qu'elle ressort de la base de données européenne d’occupation biophysique des sols Corine Land Cover (CLC), est marquée par l'importance des territoires agricoles (60,6 % en 2018), en diminution par rapport à 1990 (64,3 %). La répartition détaillée en 2018 est la suivante : 
prairies (39,5 %), forêts (27,6 %), terres arables (13,6 %), milieux à végétation arbustive et/ou herbacée (8,1 %), zones agricoles hétérogènes (7,5 %), zones urbanisées (3,7 %). L'évolution de l’occupation des sols de la commune et de ses infrastructures peut être observée sur les différentes représentations cartographiques du territoire : la carte de Cassini (XVIIIe siècle), la carte d'état-major (1820-1866) et les cartes ou photos aériennes de l'IGN pour la période actuelle (1950 à aujourd'hui).

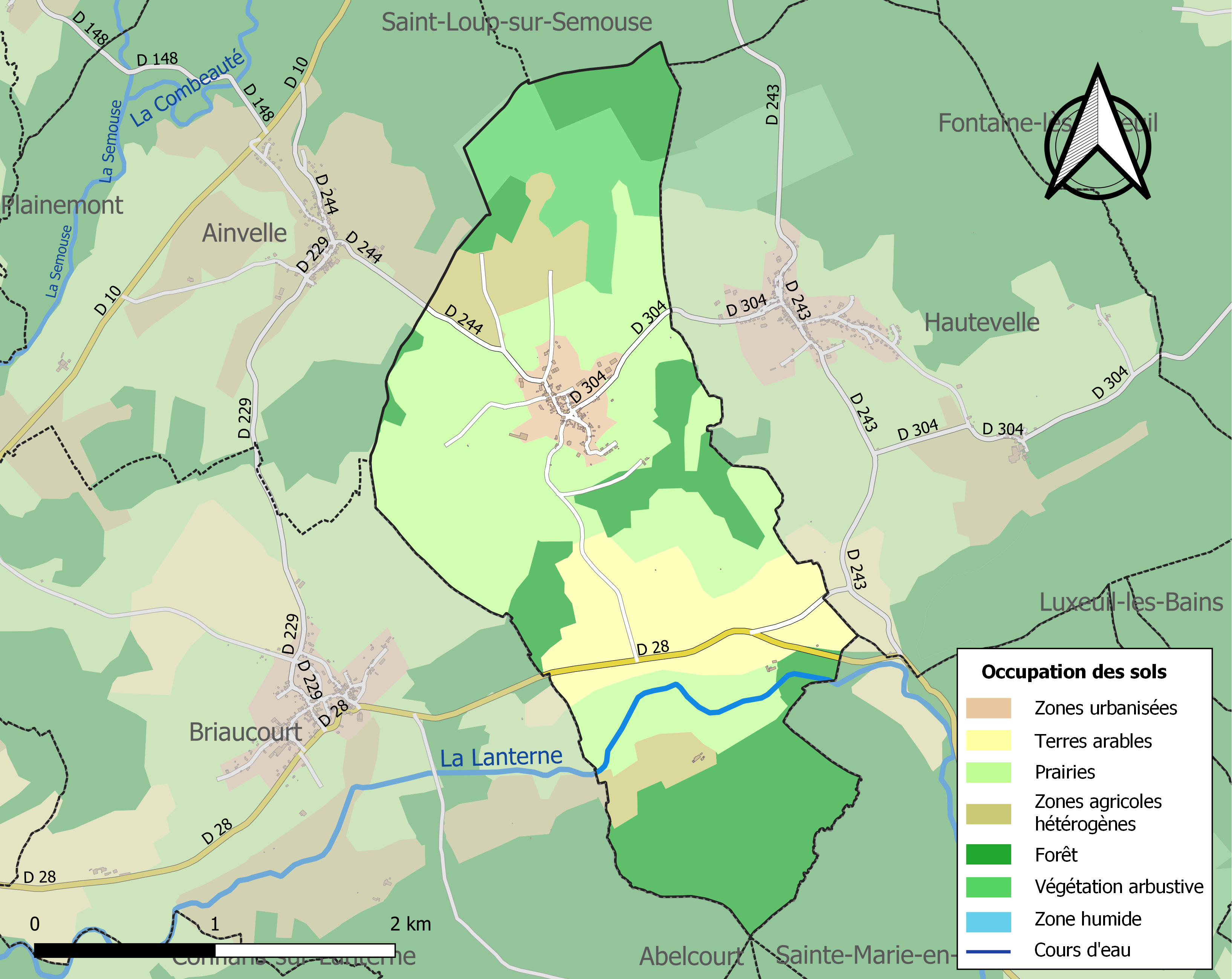
Carte des infrastructures et de l'occupation des sols de la commune en 2018 (CLC).

## Politique et administration

Carte départementale montrant en rouge les communes de la communauté de communes de la Haute Comté.

### Rattachements administratifs et électoraux
La commune fait partie de l'arrondissement de Lure du département de la Haute-Saône,  en région Bourgogne-Franche-Comté. Pour l'élection des députés, elle dépend de la première circonscription de la Haute-Saône.
Elle se trouve depuis 1793 dans le canton de Saint-Loup-sur-Semouse. Dans le cadre du redécoupage cantonal de 2014 en France, son territoire s'est agrandi, passant de 13 à 23 communes.

### Intercommunalité
La commune fait partie  de la communauté de communes de la Haute Comté, créée le 1er janvier 2014 et qui succède à trois petites intercommunalités.

### Liste des maires

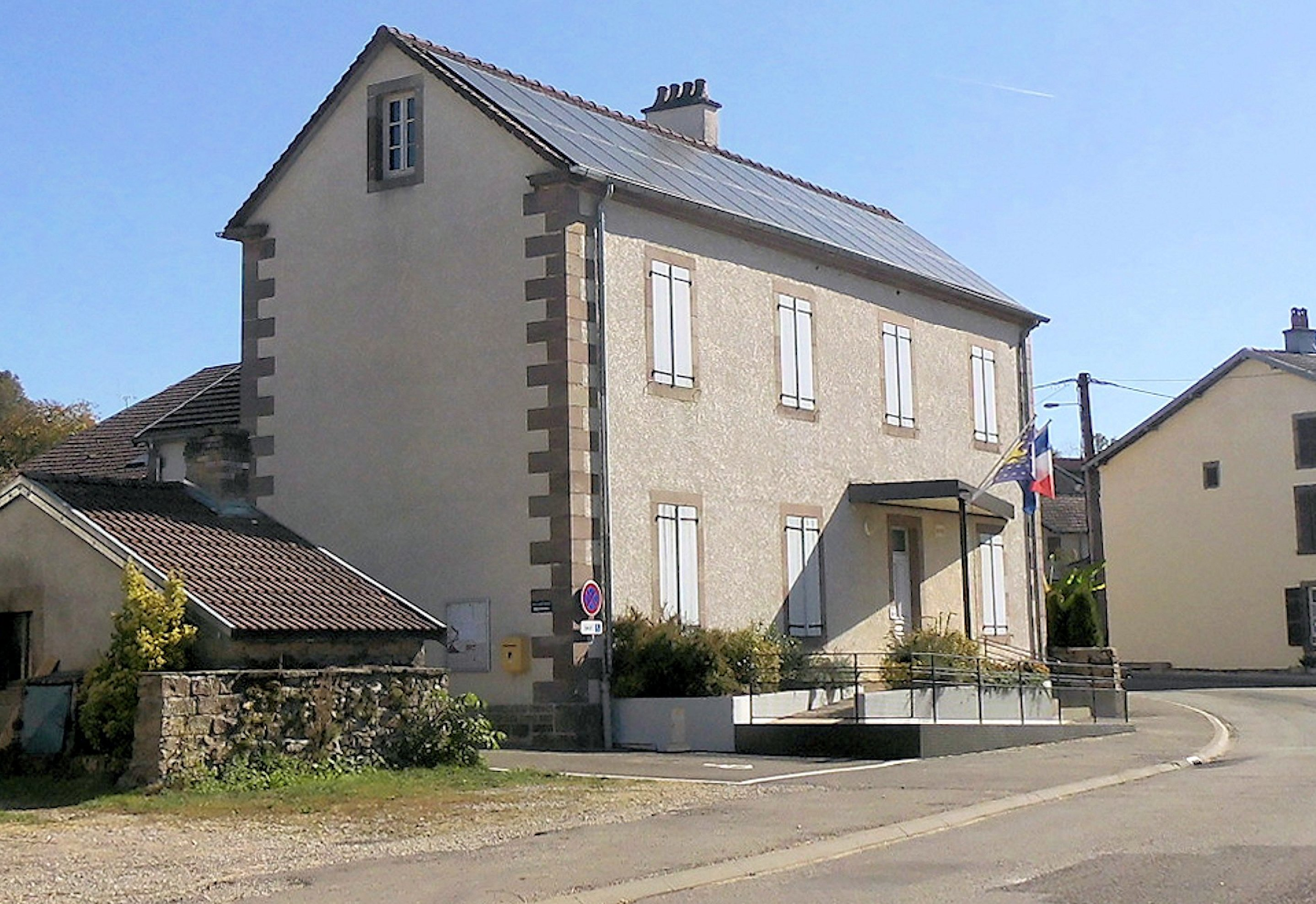
La mairie.

| Période                                  | Période  | Identité      | Étiquette | Qualité                         |
| ---------------------------------------- | -------- | ------------- | --------- | ------------------------------- |
| Les données manquantes sont à compléter. |          |               |           |                                 |
| mars 2001                                | En cours | Bernard Roger |           | Réélu pour le mandat 2014-2020, |

## Démographie

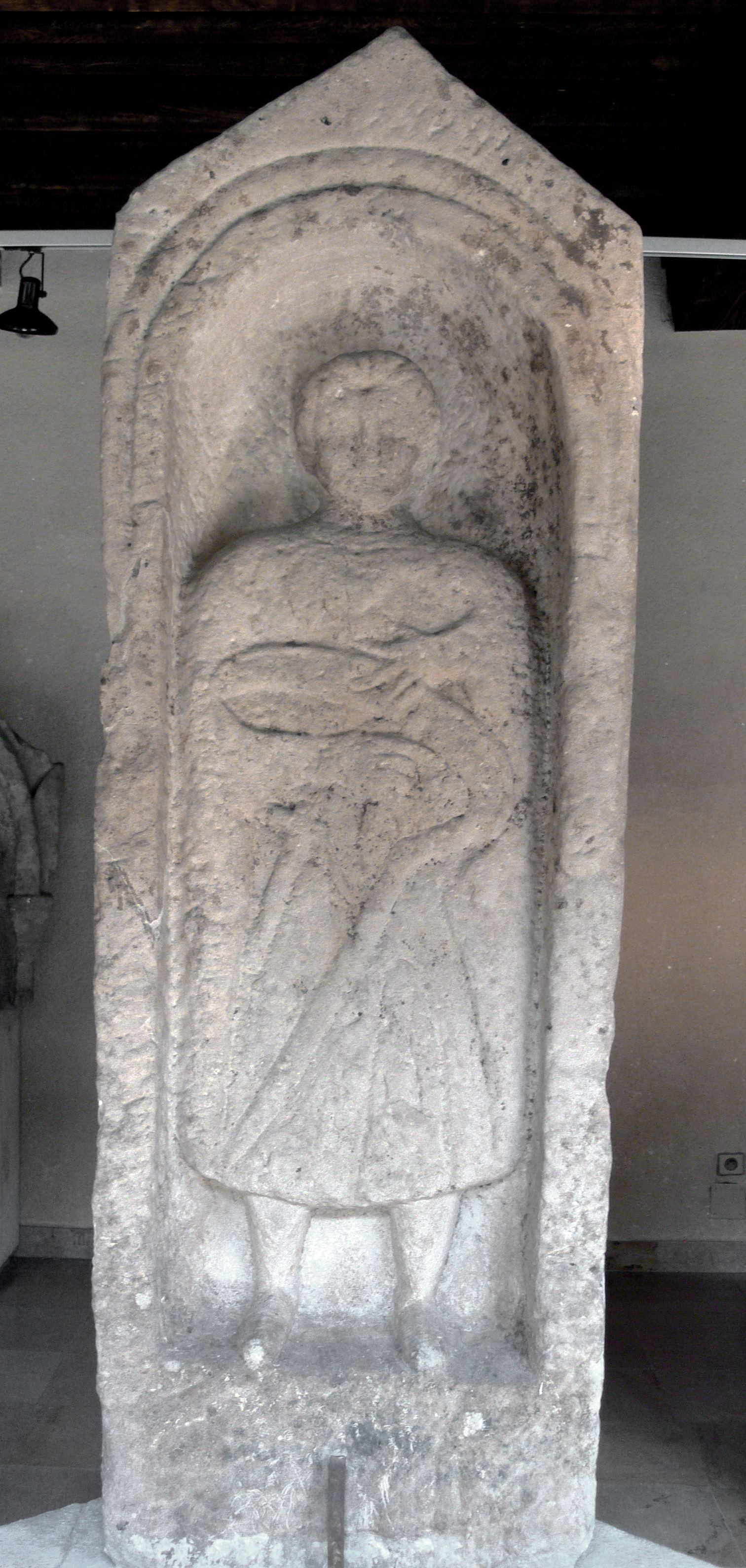
Stèle de Francalmont, trouvée en 1820 dans un champ au sud du village (Musée Jean-Léon Gérôme, Vesoul).

L'évolution du nombre d'habitants est connue à travers les recensements de la population effectués dans la commune depuis 1793. Pour les communes de moins de 10 000 habitants, une enquête de recensement portant sur toute la population est réalisée tous les cinq ans, les populations de référence des années intermédiaires étant quant à elles estimées par interpolation ou extrapolation. Pour la commune, le premier recensement exhaustif entrant dans le cadre du nouveau dispositif a été réalisé en 2004.

En 2022, la commune comptait 116 habitants, en évolution de −4,13 % par rapport à 2016 (Haute-Saône : −1,4 %, France hors Mayotte : +2,11 %).
| 1793 | 1800 | 1806 | 1821 | 1831 | 1836 | 1841 | 1846 | 1851 |
| ---- | ---- | ---- | ---- | ---- | ---- | ---- | ---- | ---- |
| 296  | 313  | 316  | 344  | 350  | 389  | 382  | 385  | 393  |

| 1856 | 1861 | 1866 | 1872 | 1876 | 1881 | 1886 | 1891 | 1896 |
| ---- | ---- | ---- | ---- | ---- | ---- | ---- | ---- | ---- |
| 337  | 342  | 348  | 336  | 334  | 330  | 297  | 278  | 261  |

| 1901 | 1906 | 1911 | 1921 | 1926 | 1931 | 1936 | 1946 | 1954 |
| ---- | ---- | ---- | ---- | ---- | ---- | ---- | ---- | ---- |
| 256  | 237  | 232  | 196  | 169  | 157  | 136  | 141  | 132  |

| 1962 | 1968 | 1975 | 1982 | 1990 | 1999 | 2004 | 2006 | 2009 |
| ---- | ---- | ---- | ---- | ---- | ---- | ---- | ---- | ---- |
| 120  | 116  | 104  | 115  | 100  | 123  | 131  | 130  | 120  |

| 2014 | 2019 | 2022 | - | - | - | - | - | - |
| ---- | ---- | ---- | - | - | - | - | - | - |
| 116  | 119  | 116  | - | - | - | - | - | - |